# 장피에르 멜빌
장피에르 멜빌(프랑스어: Jean-Pierre Melville, 1917년 10월 20일 ~ 1973년 8월 2일)은 프랑스의 영화 감독이다.

## 작품 목록
- 바다의 침묵 (1949)
- 무서운 아이들 (1950)
- 이 편지를 읽을 때 (1953)
- 도박사 봅 (1956)
- 레옹 모랭 신부 (1961)
- 밀고자 (1963)
- 페르쇼가의 장남 (1963)
- 두 번째 숨결 (1966)
- 한밤의 암살자 (1967)
- 그림자 군단 (1969)
- 암흑가의 세 사람 (1970)
- 리스본 특급 (1970)